# Autostrada D46 (Czechy)
Autostrada D46 (czes. dálnice D46) – autostrada w Czechach w ciągu trasy europejskiej E462 łącząca Ołomuniec z autostradą D1.
Budowę tej drogi rozpoczęto w latach 70. XX w. Większość trasy powstała w latach 80., a na początku lat 90. otwarto dla ruchu ostatnie jej odcinki.
Do końca 2015 roku trasa istniała jako droga ekspresowa R46 (rychlostní silnice R46).